# Paul Bajoria
Paul Bajoria (1964) è uno scrittore britannico.

## Biografia
Figlio di padre indiano e madre inglese, si è formato come scrittore tra la città di Oxford e quella di Toronto.
È conosciuto in Italia grazie ai due libri per l'infanzia pubblicati da Fabbri Editori: The Printer's Devil, pubblicato in italiano come L'apprendista, che è stato un successo in tutto il mondo e Il re degli inganni (in originale The God of Mischief). Il libro che conclude la trilogia, City of Spirits, non è ancora stato tradotto in italiano.
Le sue opere hanno riscosso un grande successo in Inghilterra; di L'apprendista hanno scritto che "Paul Bajoria, sulla cresta dell'onda in Inghilterra con questo romanzo, ... padroneggia con sicurezza un intreccio di destini e di eventi, appassionando il lettore con una narrazione serrata", mentre Il re degli inganni  è stata definita "una palpitante «storia in giallo»".
Vive nel Northumberland con la famiglia dove svolge anche il lavoro di producer per l'emittente radiofonica BBC.

## Opere
- The Printer's Devil (in Italia L'apprendista) - 2004
- The God of Mischief (Il re degli inganni)
- The City of Spirits